# RK Metković
RK Metković je bivši rukometni klub iz Metkovića osnovan 29. rujna 1963.
Od osnivanja je nekoliko puta mijenjao ime, a zvao se još "RK Mehanika", "RK Metković Razvitak", te "RK Metković Jambo". Klub se od 2009. godine nalazio u financijskoj krizi i stečajnom postupku, a u međuvremenu je s RK Metković 1963 integriran u jedinstveni klub.

## Povijest kluba

### RK Mehanika
Klub je osnovan 29. rujna 1963. godine pod imenom "RK Mehanika". Prve utakmice igrane su na travnjaku NK Neretva i na zemljanom terenu dvorišta gradske osnovne škole, a klub se natjecao u ligama na području tadašnje SR Bosne i Hercegovine, a razlog je bio zemljopisni smještaj grada Metkovića na samoj granici s Bosnom i Hercegovinom, gdje je tada bilo puno više rukometnih klubova nego na području od Splita do Dubrovnika. Prvi predsjednik kluba bio je prof. Miće Martić. Godine 1965. gimnazijalci pod vodstvom prof. Tomislava Volarevića grade otvoreno asfaltirano igralište koje je kasnije i osvijetljeno. U prvoj generaciji igrača bilo je dosta "prebjega" iz nogometa, pa su tako neke važne golove za opstanak kluba postigli bivši nogometaši.

### Drugoligaš
Do značajna kvalitativna pomaka dolazi 1970. godine. Klub se počinje natjecati u Dalmatinskoj ligi, pod vodstvom trenera Luke Veraje, te iz godine u godinu prelazi u viši rang natjecanja, te ubrzo postaje stabilan i uvijek visoko plasiran drugoligaški klub. Tadašnja "Mehanika" zabilježila je između ostalog razdoblje od tri godine bez poraza na svom terenu u Metkoviću, a u mnogim prijateljskim međunarodnim utakmicama pobjeđivala je veličine kao što su praška "Dukla", njemački "Gummersbach", reprezentacija Švicarske, dok je čast gostima sačuvao samo švedski "Lugi".

### Prvoligaš
Nakon šestogodišnjeg igranja u tadašnjoj Drugoj saveznoj ligi, "Mehanika" je 1978., nakon kvalifikacija u Svetozarevu, postala član Prve savezne lige. Zbog nepostojanja dvorane u Metkoviću, kao i nemogućnosti da financijski prati konkurente, igranje u tom rangu natjecanja trajalo je samo godinu dana, ali je, ipak, iniciralo početak izgradnje Sportske dvorane u Metkoviću koja je, poglavito zahvaljujući angažmanu (doslovno i fizičkom) ljudi iz kluba i oko njega, otvorena 26. listopada 1982.

### Samostalna Hrvatska
U samostalnoj Hrvatskoj klub je nakon preustrojstva natjecanja startao kao drugoligaš, ali je odmah uskočio u viši razred u kojem se i danas natječe. U sezoni 1996/97. osvojeno je četvrto mjesto i klub je ostvario pravo na nastup u europskom natjecanju. U dva ogleda s mađarskim Pick Szegedom izgubio je jednim golom razlike, no prvo europsko iskustvo je tu. U tom razdoblju klub nosi ime glavnog sponzora "RK Metković Razvitak".
U sezoni 1997/98. predsjedništvo kluba preuzima Stipo Gabrić. Nakon osvojenog petog mjesta u prvenstvu, ambicije kluba nisu bile zadovoljene, pa je nakon ostavke trenera Mate Nikolić, ekipu preuzeo Slobodan Batinović. Ambicije igrača i uprave imale su za cilj da klub u natjecateljskoj sezoni 1998/99. osvoji prvo mjesto u prvenstvu i da u europskim kupovima postigne što bolje rezultate. Klub se pojačava reprezentativcima, dolaze Goran Jerković, Petar Metličić, Renato Sršen, Siniša Markota, Mario Perčin, Renato Sulić i trener Ilija-Duka Puljević, a klub se u natječe pod imenom "RK Metković Jambo". Na prvenstvenoj se tablici klub našao na drugom mjestu, iza nepobjedivog RK Zagreb Badel 1862. Osigurao je pravo natjecanja u Kupu EHF-a. 

### Osvajanje Kupa EHF
Kako se ambicije o prvom mjestu nisu ostvarile, uprava kluba je u sezoni 1999/2000. dovela nova pojačanja, "kući" su se vratili Davor Dominiković i Slavko Goluža, a došli su još Dario Jagić, mađarski reprezentativac Gyorgy Zsigmund, te slovenski reprezentativac Rolando Pušnik. Trenera Iliju Puljevića zamijenio je u prosincu 1999. Ivica Obrvan-Linci, opet Metkovac, koji je ujedno bio i igrač. 
Te sezone klub ponovo osvaja drugo mjesto u prvenstvu, a ostvaruje i najveći uspjeh u povijesti kluba, osvajanjem Kupa EHF-a, što je prethodilo višegodišnjem igranju i ulasku među 8 najboljih EHF Lige prvaka. Kup je osvojen u finalnoj borbi s njemačkim klubom SG Flensburg-Handewitt iz Flensburga. Ovaj trofej osvojen je u sastavu: Dragan Jerković, Goran Jerković, Nikša Kaleb, Mario Bjeliš, Slavko Goluža, Zdravko Medić, Ivica Obrvan (kao igrač i trener), Davor Dominiković, Dario Jagić, Gyorgy Zsigmond, Siniša Markota, Petar Metličić, Renato Sršen i Rolando Pušnik.
Sljedeće sezone nisu obranili naslov osvajača. U dvjema finalnim utakmicama je bio bolji njemački Magdeburg.

### Oduzeta titula
Nakon što se klubu na pripremama u Sloveniji pridružio reprezentativac Blaženko Lacković, njegov prijelaz osporio je (tada po prvi put drugoplasirani) RK Zagreb Badel 1862, te je klubu administrativnim putem zbog pogreške u registraciji igrača oduzet naslov državnog prvaka. Radi toga u klubu nastupa veliko razočaranje, pa umjesto gradonačelnika Stipe Gabrića-Jambe na predsjedničko mjesto dolazi tadašnji župan dubrovačko-neretvanski Ivo Šprlje, klub napuštaju i mnogi reprezentativci, ali usprkos svemu klub uzastopno do sezone 2004/05. osvaja druga mjesta i igra europske kupove. U tom razdoblju u klubu se između ostalih arfimirao i po mnogima najbolji rukometaš svijeta Ivano Balić, a igralo je i dosta drugih mladih reprezentativaca. 

### Stečaj
Nakon plodnog razdoblja došlo je do smjene uprave i na čelo kluba dolazi Slobodan Batinović. Klub su napustili mnogi igrači, pa okosnicu čini omladinski pogon. Do sezone 2007/08. klub je kotirao pri sredini ljestvice, ali je zbog relativno velikih dugovanja pokrenut stečajni postupak. Sve je to rezultiralo osvajanjem 13. mjesta koje je vodilo u niž ligu, ali je klub nakon promjene sustava natjecanja ostao prvoligaš.  

### Kratak uzlet
Klub u ljeto 2008. dobiva velika novčana sredstva za spas od stečaja. Ipak sav novac je potrošen pri osvajanju 3. mjesta u prvenstvu. RK Zagreb ustupio je na posudbu Marka Kopljara, Luku Rakovića i Sandra Uvodića. Uz njih, okosnicu momčadi činili su Rudolf Ćužić, Igor Karačić i Zvonimir Kapular. Prvi dio sezone ekipu je vodio Tomislav Veraja, a nakon njegove ostavke tu dužnost je preuzeo Željko Babić. Klub je ostvario plasman u  EHF Challenge Cup.

## Pad
Klub suočen s financijskom neimaštinom sezonu 2009./10. završava na 9. mjestu. Odlaskom većine igrača klub nastavlja igrati sa igračima iz omladinske škole, a nakratko i prestaje postojati. Klupske mlađe uzrasne kategorije su do 2018. godine nastupale pod imenom RK Metković Škola rukometa, čiji je predsjednik bio Stanko Vidović.

## Metkovska škola rukometa
Tijekom godina u klubu se razvila i svjetski poznata i proslavljena škola rukometa koja je dala mnoge poznate igrače i reprezentativce. Nekoliko sezona za afirmaciju mlađih igrača služio je i RK Metković 2. Često se ističe da je metkovska rukometna škola svojevrstan "kamen temeljac" na kojem počiva hrvatski rukomet, jer od osnutka hrvatske reprezentacije nije bilo njenog sastava bez igrača poniklih ili afirmiranih u Metkoviću, a često se događalo da je postava na parketu bila sastavljena od "Metkovaca" (npr. Jerković - Kaleb - Dominiković - Goluža - Balić - Metličić).
Najznačajniji voditelj metkovske škole rukometa bio je Zdravko Vučićević.

## Najveći uspjesi
- pobjednik Kupa EHF-a 2000., finalist 2001.
- pobjednik Hrvatskog kupa 2001., 2002.
- sudionik Lige prvaka 2001./02., 2003./04., 2004./05.
- naslov hrvatskog prvaka 2002., oduzet administrativnim putem
- Challenge Kup 2009./10.

## Nagrade i priznanja
- Nagrada HOO-a Matija Ljubek za životno djelo u sezoni 1996./97. najveće je priznanje koje je klub dobio
- Višestruki je dobitnik nekadašnje Nagrade Općine Metković
- Plaketa Grada Metkovića za izuzetna dostignuća u sezoni 1993./94.
- Plaketa Grada Metkovića za doprinos ugledu i promicanju Metkovića u sezoni 1997./98.
- Plaketa Ustanove sportski objekti Metković za najbolju momčad u sezoni 1998./99.
- Plaketa Rukometnog saveza Dubrovačko-neretvanske županije za izuzetne uspone i promidžbu županijskog rukometa u godini 2000.
- Plaketa RK Metković od HNK Hajduk Split.
- Plaketa Grada Metkovića za najbolji sportski kolektiv i ostvarene rezultate u godini 2005.

## Monografija
Ivan Jurić autor je prve monografije kluba naziva "40 godina rukometa u Metkoviću."

## Poznati igrači
| - - ponikli u Metkoviću: - Mario Bjeliš - Ilija Brozović - Ivan Čupić - Patrik Ćavar - Pako - Davor Dominiković - Slavko Goluža - Keta - Vladimir Jelčić - Mana - Dragan Jerković - Jera - Goran Jerković - Nikša Kaleb - Kina - Ivica Obrvan - Linci - Mate Šunjić |  | - - stekli afirmaciju - Ivano Balić - Petar Metličić - Renato Sulić - Blaženko Lacković - Valter Matošević - Mario Kelentrić - Gyorgy Zsigmond - Ivan Vukas - Nenad Kljaić - Željko Babić - Ivan Markovski - Marko Kopljar - Dario Jagić - Siniša Markota - Luka Raković - Igor Karačić - Sandro Uvodić - Stanko Sabljić - Rolando Pušnik |  | - - Iz vremena RK Mehanike: - Ljubomir Rezić - golman - Slobodan Batinović - Orbo - Vlaho Lovrić - Lora - Tomislav Dragun - Branko Milivojević - Luka Veraja - Pero Veraja - Tomislav Veraja - Mišo - Jurica Volarević - Zdravko Vučićević - Tomo Dragović - Tomina - Nikola Govorko |

## Poznati treneri
- Ivica Obrvan
- Ilija Puljević
- Mojmir Majić
- Jerko Alujević
- Željko Babić
- Zdravko Vučićević
- Jure Volarević
- Mate Nikolić

## Vanjske poveznice
- http://www.rk-metkovic.hr/  Arhivirana inačica izvorne stranice od 13. kolovoza 2006. (Wayback Machine) (u reaktivaciji od 27. listopada 2008.)
- http://arhiv.slobodnadalmacija.hr/20000731/prilozi-sp3.htm
- hr-rukomet.hr, ZLATNA 50 OBLJETNICA RUKOMETA U METKOVIĆU